# اريك ديكر
اريك ديكر (بالإنجليزية: Eric Decker)‏ هو لاعب كرة قاعدة أمريكي، ولد في 15 مارس 1987 في كولد سبرينغ في الولايات المتحدة.

## وصلات خارجية
- اريك ديكر على موقع مرجع كرة القدم المحترفة.كوم (الإنجليزية)